# Tangara florida
Tangara florida là một loài chim trong họ Thraupidae.